# 拉蒂夫猪笼草
拉蒂夫猪笼草（学名：Nepenthes latiffiana）是一种马来西亚特有的热带食虫植物。拉蒂夫猪笼草的正式描述发表于2020年，并作为《维比亚植物分类学和地理学杂志》（Webbia Journal of Plant Taxonomy and Geography）第75卷第一期的封面物种。拉蒂夫猪笼草的种加词“latiffiana”来源于马来西亚国立大学名誉教授拿督阿卜杜勒·拉蒂夫·穆罕默德博士（Abdul Latiff Mohamad）。物种描述是根据采集自登嘉樓士兆县模式产地的标本得出的。拉蒂夫猪笼草的下位笼为绿-黄-褐色，带有红色斑纹；上位笼为浅绿色，唇两侧向外延伸呈瓣状。

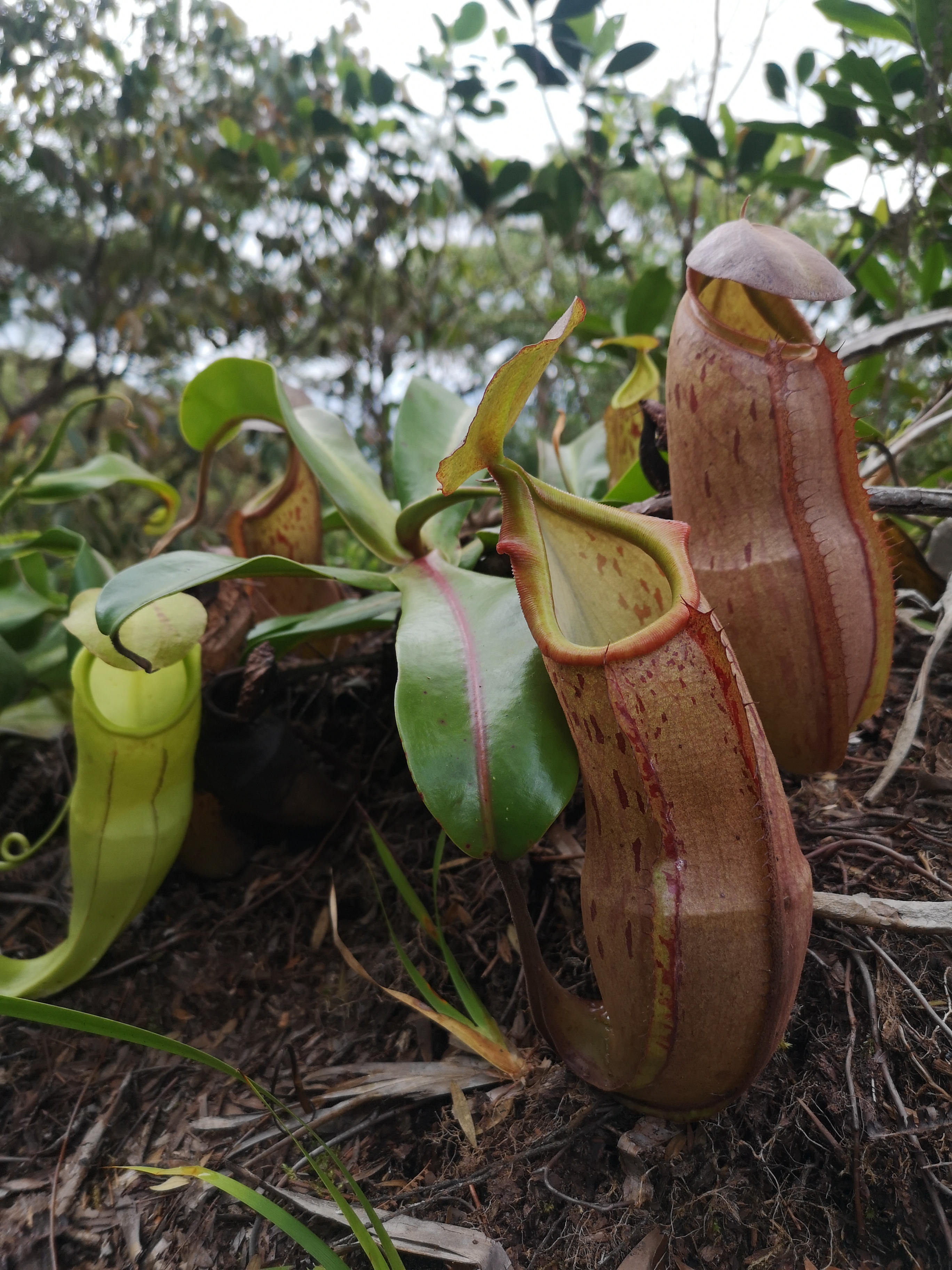
拉蒂夫猪笼草的下位笼及上位笼

## 相关物种
与血红猪笼草（N. sanguinea）相比，拉蒂夫猪笼草的唇发达，呈松散圆柱形，两侧外缘扩张成瓣状，在上位笼中尤为明显；攀缘茎具单毛，横截面为圆柱形；笼盖边缘略呈或呈波浪状，而血红猪笼草的唇两侧明显卷曲，且茎无毛，横截面为三角形。

## 生态关系
拉蒂夫猪笼草为陆生攀援植物，生长于海拔1000至1100米的石基山坡林下。当地植被主要由铁芒萁（Dicranopteris linearis）、双扇蕨（Dipteris conjugata）和梅因剑叶莎（Machaerina maingayi），以及藤本植物、露兜树、爪哇薄子木（Leptospermum flavescens ）构成。